# Senailly
Senailly ist eine französische Gemeinde mit 132 Einwohnern (Stand 1. Januar 2022) im Département Côte-d’Or in der Region Bourgogne-Franche-Comté (vor 2016: Burgund). Die Gemeinde gehört zum Arrondissement Montbard und zum Kanton Montbard.

## Geographie
Senailly liegt circa sieben Kilometer südwestlich von Montbard in der Région naturelle Auxois am westlichen Rand des Départements.
Umgeben wird Senailly von den sieben Nachbargemeinden:
| Quincy-le-Vicomte | Saint-Germain-lès-Senailly                  | Crépand           |
| Fain-lès-Moutiers | Kompassrose, die auf Nachbargemeinden zeigt | Montigny-Montfort |
|                   | Athie                                       | Viserny           |

Senailly liegt im Einzugsgebiet des Flusses Seine. Der Armançon, ein Nebenfluss der Yonne, durchquert das Gebiet der Gemeinde zusammen mit seinem Nebenfluss, dem Ruisseau de la Belle Fontaine.
Die Gemeinde erhielt die Auszeichnung „Eine Blume“, die vom Conseil national des villes et villages fleuris (CNVVF) im Rahmen des jährlichen Wettbewerbs der blumengeschmückten Städte und Ortschaften verliehen wird.

## Einwohnerentwicklung
Mit dem Beginn der Aufzeichnungen erreichte die Einwohnerzahl ihren Höchststand von rund 345. In der Folgezeit sank die Größe der Gemeinde bis zu den 1930er Jahren, als sie sich seither auf ein Niveau von rund 150 Einwohnern stabilisierte.
| Jahr                       | 1962 | 1968 | 1975 | 1982 | 1990 | 1999 | 2006 | 2011 | 2022 |
| -------------------------- | ---- | ---- | ---- | ---- | ---- | ---- | ---- | ---- | ---- |
| Einwohner                  | 376  | 346  | 271  | 298  | 301  | 310  | 318  | 318  | 132  |
| Quellen: Cassini und INSEE |      |      |      |      |      |      |      |      |      |

## Sehenswürdigkeiten

### Kapelle
Gegenüber der Pfarrkirche befindet sich eine Kapelle, die ein Überbleibsel eines Priorats aus 12. Jahrhundert ist. Auf ihrem Dach ist ein kleiner Glockenreiter zu sehen, der eine Glocke birgt, die ein wenig angeschlagen ist. Im Kircheninneren sind über dem Altar die Reste einer farbigen Wandmalerei zu erkennen. Vor gut 20 Jahren wurde die Kapelle restauriert, da sie im Laufe der Zeit immer mehr zerfallen war.

## Wirtschaft und Infrastruktur

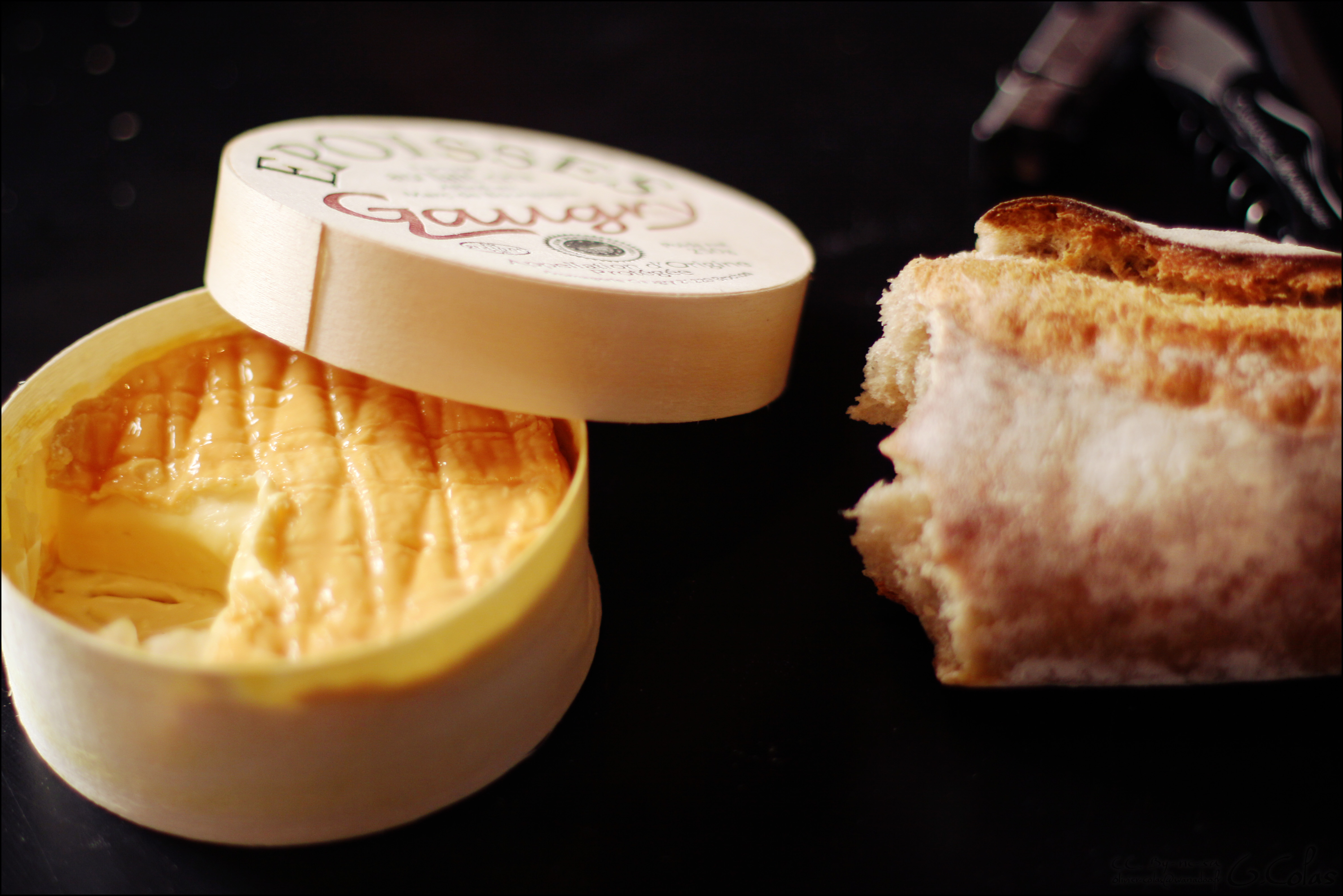
Époisses-Käse in seiner Holzschachtel

Senailly liegt in der Zone AOC des Époisses, eines Käses aus Kuhmilch.

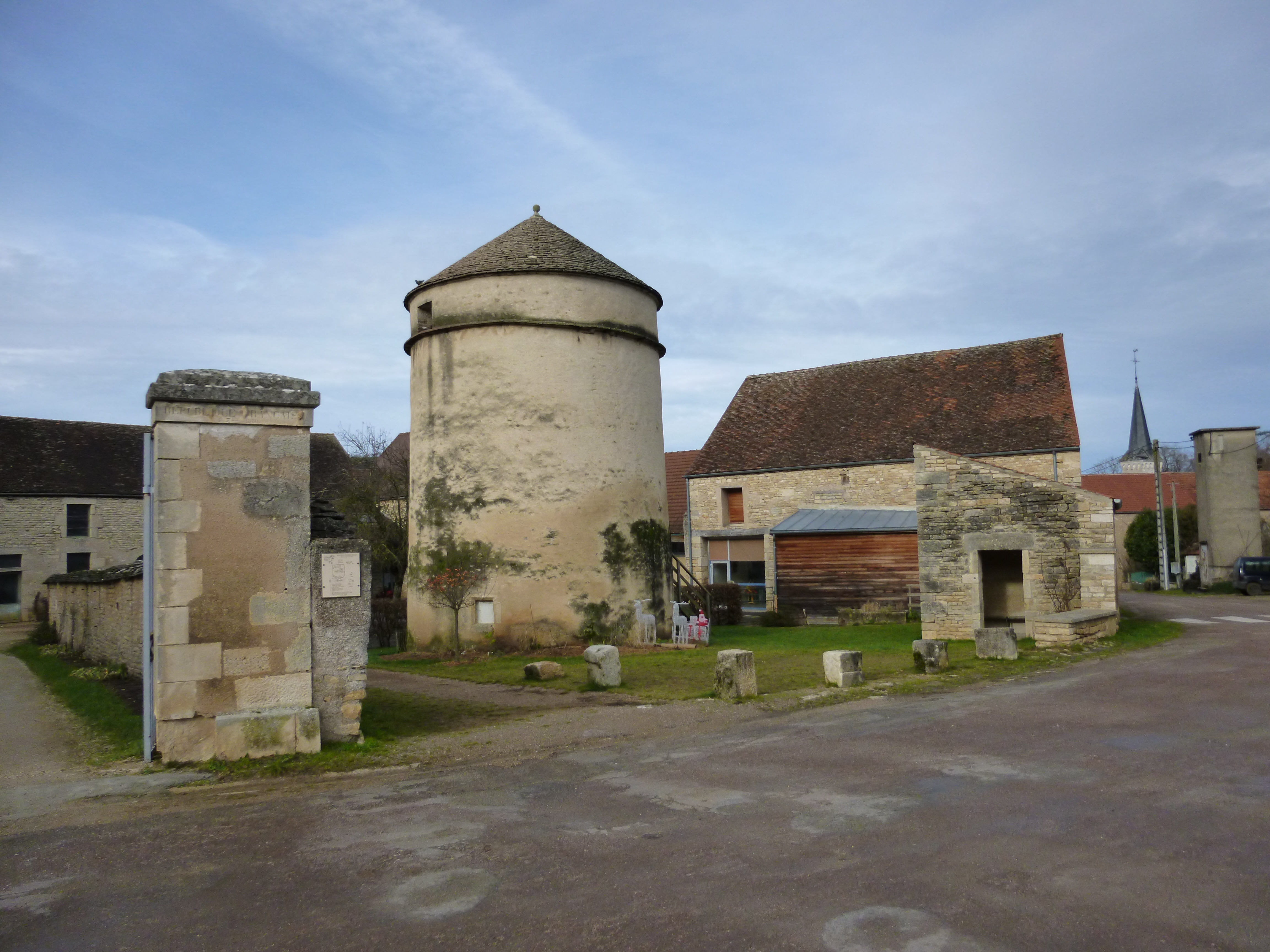
Platz in Senailly mit Taubenschlag und Vorschule

### Bildung
Die Gemeinde verfügt über eine öffentliche Vorschule mit 41 Schülerinnen und Schülern im Schuljahr 2019/2020.

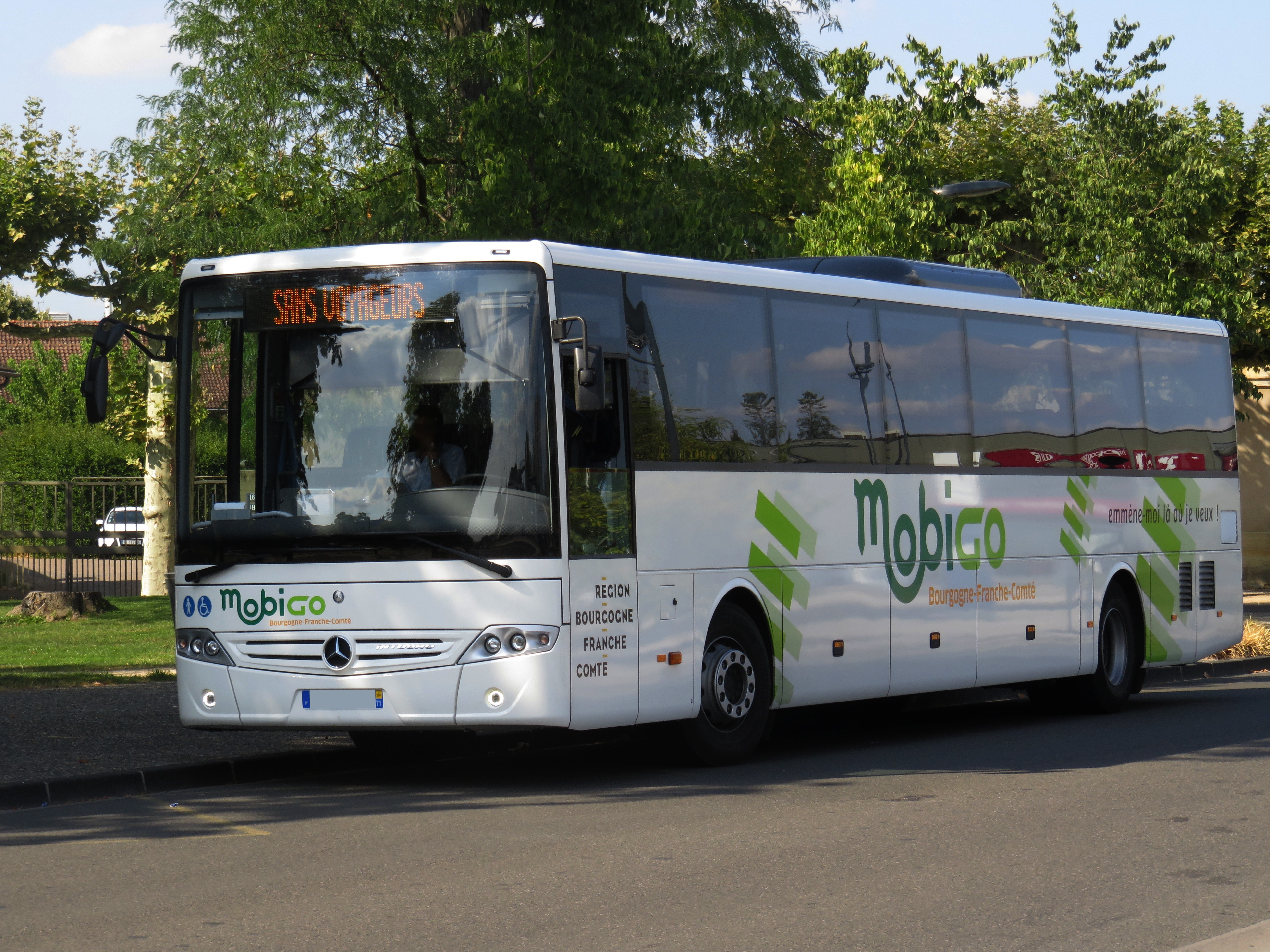
Bus des regionalen Busnetzes Mobigo

### Verkehr
Senailly ist erreichbar über die Routes départementales 4 und 4J und ist über eine Linie des regionalen Busnetzes Mobigo, die von Clamecy nach Montbard geführt wird, mit anderen Gemeinden der Region verbunden.